# Кунка Чобанова
Кунка Христова Чобанова-Недева е „Мис България“ за 1930 г.

## Биография
Родена е през 1909 г. в Плевен, в семейството на търговеца Христо Чобанов. Завършва френския колеж „Нотр Дам де Сион“ в Русе. След това заедно със семейството си се премества да живее в София. През януари 1930 г. печели четвъртия конкурс за красота в България „Мис България“, организиран от списание „Кръгосвет“, което ѝ дава правото да участва на провелия се конкурс в Париж „Мис Европа“. На конкурса получава високи оценки и получава правото да участва в „Мис Вселена“ в Рио де Жанейро.
Две са причините, които обясняват отсъствието ѝ на конкурса „Мис Вселена“. Според първата – отказва участие, защото се сгодява, а според втората – отива до Рио де Жанейро, но в навечерието на конкурса се прибира в България.
Омъжва се за офицера Никола Иванов Недев, син на актрисата Златина Недева. По време на бомбардировките над София през 1944 г. в дома им на площад „Евдокия“ пада бомба. Умира през 1979 г.